# Marian Wilkinson
Marian Wilkinson est une journaliste et auteure australienne. Elle est rédactrice en chef adjointe du Sydney Morning Herald, correspondante à Washington du National Times, de The Age et du Sydney Morning Herald, ainsi que journaliste principale pour The Australian. Depuis avril 2017, elle est journaliste principale à Four Corners.

## Jeunesse
Elle est née en 1954 et grandit à Brisbane, Queensland, où elle fréquente l'Université du Queensland. En 1975, elle est cofondatrice de la station de radio communautaire 4ZZZ-FM.

## Carrière
Dans les années 1980, Wilkinson rejoint l'équipe du National Times, édité par Brian Toohey et  travaille aux côtés de journalistes comme David Marr, Colleen Ryan et Wendy Bacon. Le journal de l'époque est fortement axé sur les enquêtes, notamment en ce qui concerne la politique et la criminalité. Wilkinson devient la correspondante du National Times à Washington, puis rejoint ABC, où elle commenceé à travailler sur le programme phare d'actualité du réseau Four Corners.
En 1989, True Believers, un rapport réalisé avec Monica Attard sur le dumping du chef libéral fédéral John Howard par le Parti libéral en faveur d'Andrew Peacock, remporte à la fois un Walkley et un Logie. Plus tard cette année-là, elle rejoint le Sydney Morning Herald bien qu'elle rejoigne Four Corners moins d'un an plus tard comme productrice exécutive.
En 1995, Wilkinson est journaliste pour The Australian. En 2000, elle est rédactrice en chef du Sydney Morning Herald de Fairfax. En 2002, elle revient à l'écriture, étant nommée correspondante du journal à Washington, déposant également une candidature pour le titre sœur The Age. Elle retourne à Sydney en 2005, devenant rédactrice en chef de la sécurité nationale du Sydney Morning Herald. En 2009, alors qu'elle est rédactrice en chef du journal pour l'environnement, elle remporte le prix Eureka du journalisme environnemental pour The Tipping Point, un reportage sur la fonte de la banquise arctique.
En 2010, Wilkinson rejoint Four Corners. En 2016, elle est nommée pour un prix Walkley pour son travail en tant que journaliste principale de l'ABC sur les Panama Papers. Son livre de 2020, The Carbon Club, est sélectionné pour le Walkley Book Award 2021.

## Livres
- The Book Of Leaks (avec Brian Toohey) 1987 (ISBN 9780207155086)
- The Fixer: the untold story of Graham Richardson 1996 (ISBN 9780855616854)
- Dark_Victory (avec David Marr) 2003 (ISBN 9781741144475)
- The Carbon Club (ISBN 9781760875992)